# Constance Manuel van Castilië
Constance Manuel van Castilië (Castillo de Garcimuñoz, 1318 — Santarém, 13 november 1345) was koningin van Portugal van 1339 tot en met 1345.
Ze werd ook Constance Manuel de Villena, of Constance Manuel van Peñafiel genoemd, en was een dochter van prins Juan Manuel van Peñafiel, en Constance van Aragón (1300-1327), een dochter van koning Jacobus II van Aragón.
De vader van Constance, Juan Manuel, de hertog van Peñafiel, kwam herhaaldelijk in conflict met de koning van Castilië en León, Alfons XI. 
Op 28 november 1325 toen Constance slechts zeven jaar oud was werd zij uitgehuwelijkt aan Alfons XI, die toen veertien jaar oud was. Deze zag in 1327 echter van het huwelijk af omdat hij meer belang had bij een huwelijk met Maria, de dochter van de koning van Portugal, Alfons IV.
Constance werd vervolgens gevangengezet in een kasteel in Toro. Juan Manuel voerde oorlog tegen Alfons IV tot aan het jaar 1329. Uiteindelijk sloten de twee vrede na bemiddeling van Juan del Campo, bisschop van Oviedo. Dankzij het verdrag kwam Constance vrij. 
Alfonso XI verklaarde Juan Manuel echter opnieuw de oorlog toen deze weigerde hem bij te staan in het beleg van Gibraltar. In 1336 verslechterde de relatie tussen de koning en Juan Manuel opnieuw omdat Constance Manuel werd uitgehuwelijkt aan de zoon van de koning van Portugal, Peter. 
Constance trouwde op 24 augustus 1339 in Lissabon met Peter I, met wie ze drie kinderen kreeg. 
Tot de hofhouding van Constance behoorde echter ook haar hofdame Inês de Castro. Peter I werd verliefd en begon een relatie met deze hofdame, die niet alleen (schoon)familie van hem was, maar bovendien ook behoorde tot een familie met aanzienlijke belangen in Castilië. 
Op 13 november 1345 stierf Constance na de geboorte van haar zoon Ferdinand. Ze werd in Santarém begraven.
In hetzelfde jaar trok haar vader Juan Manuel zich terug uit de machtsstrijd met het koningshuis van Castilië en zocht zijn heil in een contemplatief leven in het klooster van Peñafiel. 

## Nageslacht
Met Peter I van Portugal:
1. Lodewijk ( -1340)
2. Maria (6 april 1342 - 1367), in 1354 getrouwd met Ferdinand, markies van Tortoza (1329-1363)
3. Ferdinand I (31 oktober 1345 - 22 oktober 1383)